# Lars Zebroski
Lars Zebroski (* 12. Januar 1941 in Culver City; † 10. Januar 1998 in Palo Alto) war ein US-amerikanischer Radrennfahrer.

## Sportliche Laufbahn
Zebroski war im Straßenradsport aktiv. 1960 war er Teilnehmer der Olympischen Sommerspiele in Rom. Im olympischen Straßenrennen kam er auf den 64. Rang. Er war einer der ersten Radrennfahrer aus den USA, die zeitweilig in Europa lebten und trainierten.

## Berufliches
Anfang der 1960er Jahre eröffnete er ein Fahrradgeschäft und baute seine eigenen Rahmen. 1965 zog Zebroski nach Nordkalifornien, wo er ein eigenes Holzunternehmen im Humboldt County gründete.